# Rozprza
Rozprza è un comune rurale polacco del distretto di Piotrków, nel voivodato di Łódź.
Copre una superficie di 162,5 km² e nel 2004 contava 11 948 abitanti.